# Cal Guàrdia (Coll de Nargó)
Cal Guàrdia és una masia situada a Montanissell (municipi de Coll de Nargó), a la comarca catalana de l'Alt Urgell.